# 約克路 (馬里蘭州)
馬里蘭州州道45號是美國馬里蘭州的州道，大多數路段稱為約克路（英語：York Road），長30.06英里（48.38），起自巴爾的摩市與1號美國國道路口，往北至馬里蘭州與賓夕法尼亞州州界。馬里蘭州州道45號是巴爾的摩市與陶森之間的主要幹道，而在695號州際公路以北，本路與83號州際公路平行，經過路什維爾、提摩尼姆、卡奇斯維爾，以及亨特谷；再向北則至巴爾的摩郡的赫里福德和帕克頓。馬里蘭州州道45號於巴爾的摩郡路段由馬里蘭州公路局維護，市區路段則由巴爾的摩市交通局維護；市區路段稱為格林芒特大街（Greenmount Avenue）。

## 歷史
約克路的歷史可溯自1740年代早期興建的馬車路，將新建立的殖民地約克與巴爾的摩港之間連接起來。在19世紀，本路為巴爾的摩與約克鎮收費公路的一部份。

## 相關道路

### 陶森外環道
馬里蘭州州道45號外環道（Maryland Route 45 Bypass）位於陶森市中心西側，由巴爾的摩郡維護，路寬為四至六線道，於陶森市中心南方起自馬里蘭州州道45號與柏克大街（Burke Avenue）路口，至陶森大學校園北界的陶森鎮大道（Towsontown Boulevard）折向北，名稱變為波斯利大街（Bosley Avenue），繼續向北經過札帕路（Joppa Road）以後稍向東彎而與馬里蘭州州道45號交叉；波斯利大街繼續向前，止於費爾芒特大街（Fairmount Avenue）。

## 外部連結
- MDRoads: MD 45 （页面存档备份，存于）